# Marcel De Mulder
Marcel De Mulder (Nokere, 29 maart 1928 – 18 mei 2011) was een Belgisch professioneel wielrenner, gedurende de periode van 1949 tot 1959. Hij was de oudere broer van de overleden wielrenner Frans De Mulder.
Voor hij beroepsrenner werd, was hij één jaar onafhankelijk renner, in welke hoedanigheid hij in 1948 de Ronde van België won.

## Palmares
1950
- 4e rit in de Ronde van België

1951
- 2e rit in het Critérium du Dauphiné

1952
- 4e rit in de Ronde van Duitsland
- kampioenschap van België op de weg

1955
- Wegwedstrijd in Zingem

## Resultaten in voornaamste wedstrijden
| Jaar | Milaan-San Remo | Gent-Wevelgem | Ronde van Vlaanderen | Parijs-Roubaix | Luik-Bast.‑Luik | Waalse Pijl | Parijs-Brussel | Dwars door Vlaanderen |
| ---- | --------------- | ------------- | -------------------- | -------------- | --------------- | ----------- | -------------- | --------------------- |
| 1949 |                 | 11e           |                      |                | 17e             | 5e          |                |                       |
| 1950 |                 | 17e           |                      | 20e            | 29e             | 4e          | 9e             |                       |
| 1951 |                 |               |                      |                | 41e             | 22e         |                |                       |
| 1952 |                 |               |                      |                | 53e             |             | 7e             |                       |
| 1953 |                 |               |                      |                | 11e             |             | 22e            | ↑                     |
| 1954 |                 | 38e           | 5e                   | 7e             | 5e              | 14e         | 21e            |                       |
| 1955 |                 | 17e           |                      |                |                 |             | 30e            |                       |
| 1956 |                 | 52e           |                      |                | 12e             | 13e         | 42e            |                       |
| 1957 | 74e             | 34e           |                      |                |                 | 15e         | 27e            |                       |
| 1958 |                 |               |                      |                |                 | 33e         | 50e            |                       |
| 1959 |                 |               |                      |                | 27e             |             |                |                       |